# 2962 Otto
2962 Otto (1940 YF) là một tiểu hành tinh vành đai chính được phát hiện ngày 28 tháng 12 năm 1940 bởi Y. Vaisala ở Turku.